# St.-Annen-Kirchhof (Berlin)

Übersichtsplan des St.-Annen-Kirchhofs und des benachbarten Friedhofs Dahlem

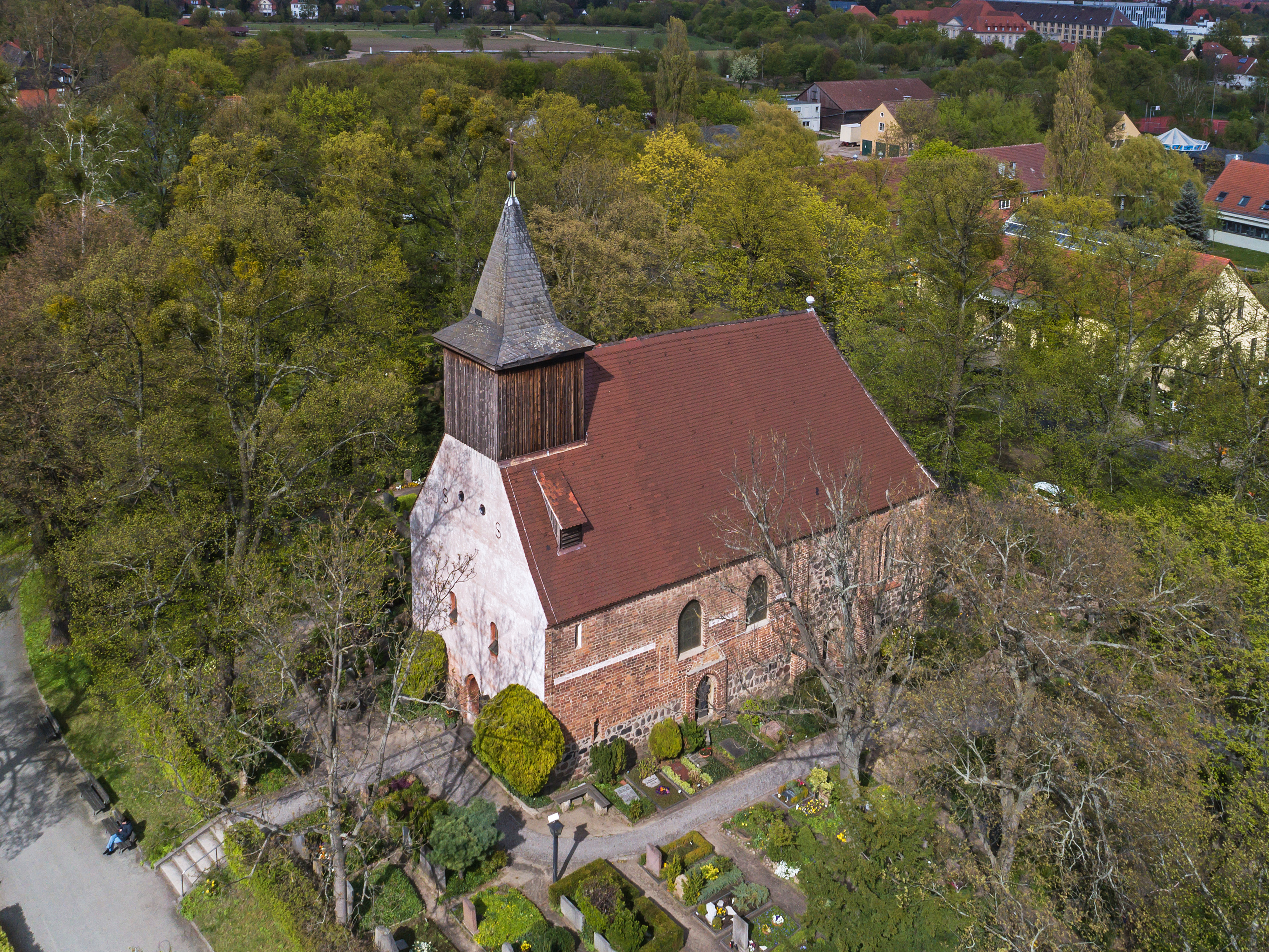
St.-Annen-Kirche (Dorfkirche Dahlem) und der sie umgebende Kirchhof

Der evangelische St.-Annen-Kirchhof umgibt die St.-Annen-Kirche und liegt im Berliner Ortsteil Dahlem. Er besteht seit dem 13. Jahrhundert, seine Größe beträgt 2000 m².

## Geschichte
Als im 13. Jahrhundert auf einem Hügel die St.-Annen-Kirche errichtet wurde, wurde rund um die Kirche der St.-Annen-Kirchhof eingerichtet entsprechend dem damals üblichen Vorgehen, die Verstorbenen im direkten Umfeld der Kirche zu bestatten. Nur die Gutsbesitzer wurden innerhalb der Kirche beigesetzt.
Bis zum Ende des 19. Jahrhunderts reichte die Kapazität des Kirchhofs aus, um alle Verstorbenen der Gemeinde aufzunehmen. Nachdem 1901 mit der Aufteilung und Besiedlung der Domäne Dahlem begonnen wurde, war dies jedoch nicht mehr der Fall. Deshalb wurde 1908/1909 in direkter Nachbarschaft des Kirchhofs, diesen L-förmig umschließend, der städtische Friedhof Dahlem angelegt. Er liegt etwas tiefer als der Kirchhof und ist mit diesem durch zwei Treppen verbunden.

## Mahnmal

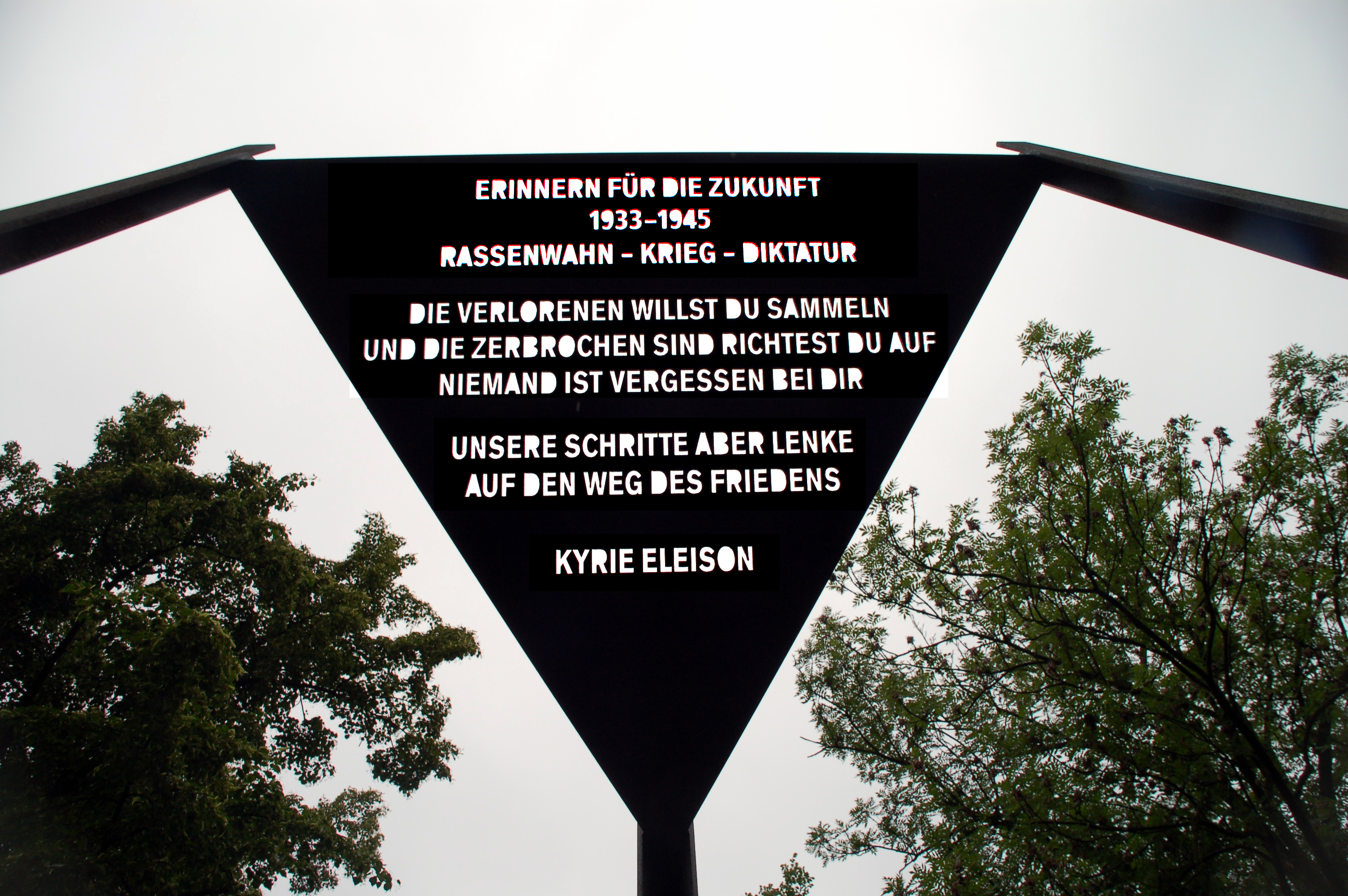
Mahnmal auf dem St.-Annen-Kirchhof

Im Jahr 1996 wurde auf dem Friedhof ein Mahnmal zur Erinnerung an die Opfer der nationalsozialistischen Gewaltherrschaft aufgestellt, da die Gemeinde unter Martin Niemöller das Zentrum der Bekennenden Kirche war. Der Künstler Nikolaus Koliusis gestaltete eine dreieckige Tafel in Bezug auf die Kennzeichnung der Gefangenen in den Konzentrationslagern. Die Inschrift ist ausgestanzt. Die Tafel wird von drei Stäben schräg liegend in etwa drei Metern Höhe gehalten.

## Kriegsgräber
In der Abteilung 16 fanden 19 Kriegstote aus beiden Weltkriegen ihre letzte Ruhe. Mittig der Anlage ist eine Statue aufgestellt. Unter den Toten blieben zwei unbekannt.

## Beigesetzte Persönlichkeiten
(* = Ehrengrab des Landes Berlin)

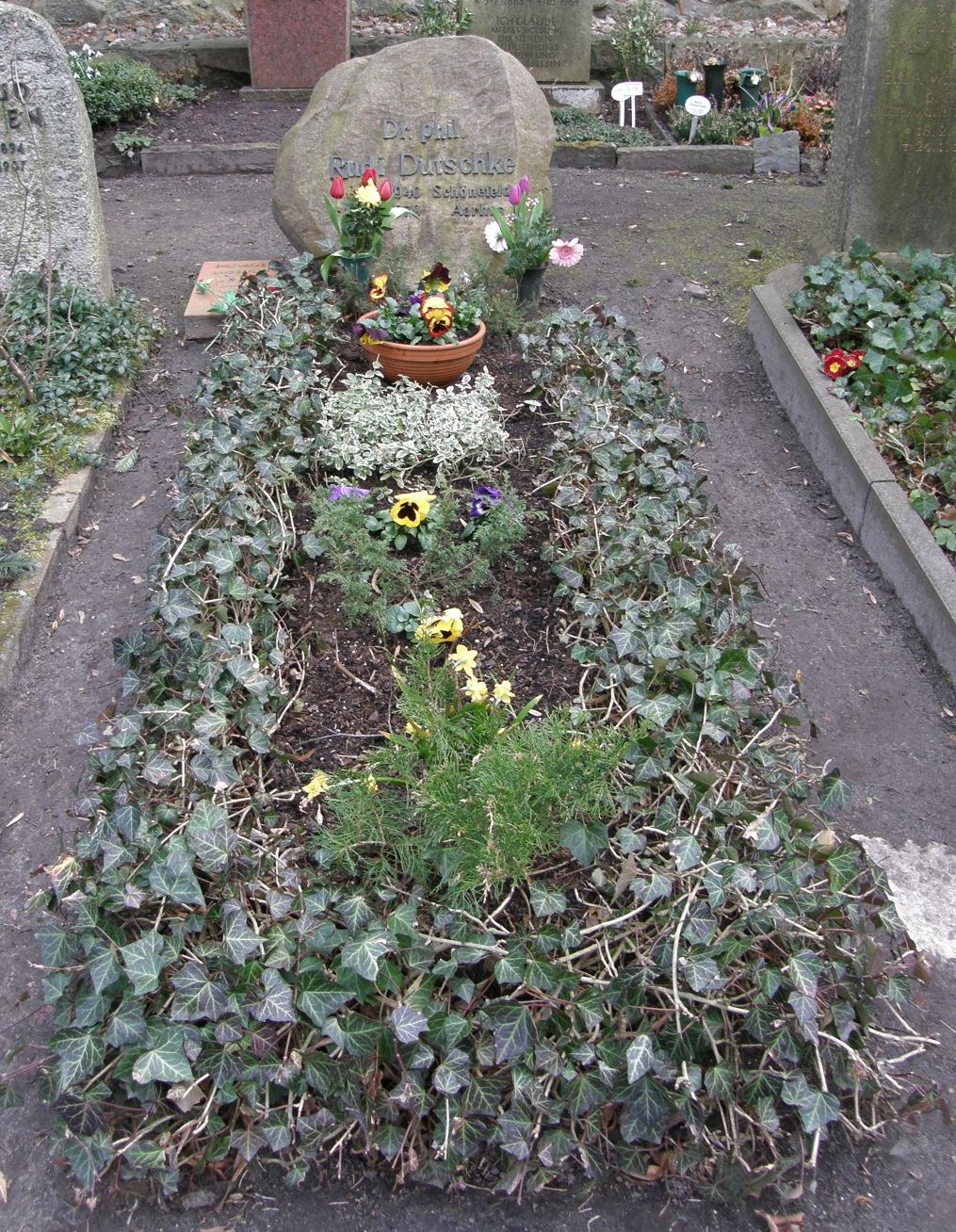
Grab Rudi Dutschke

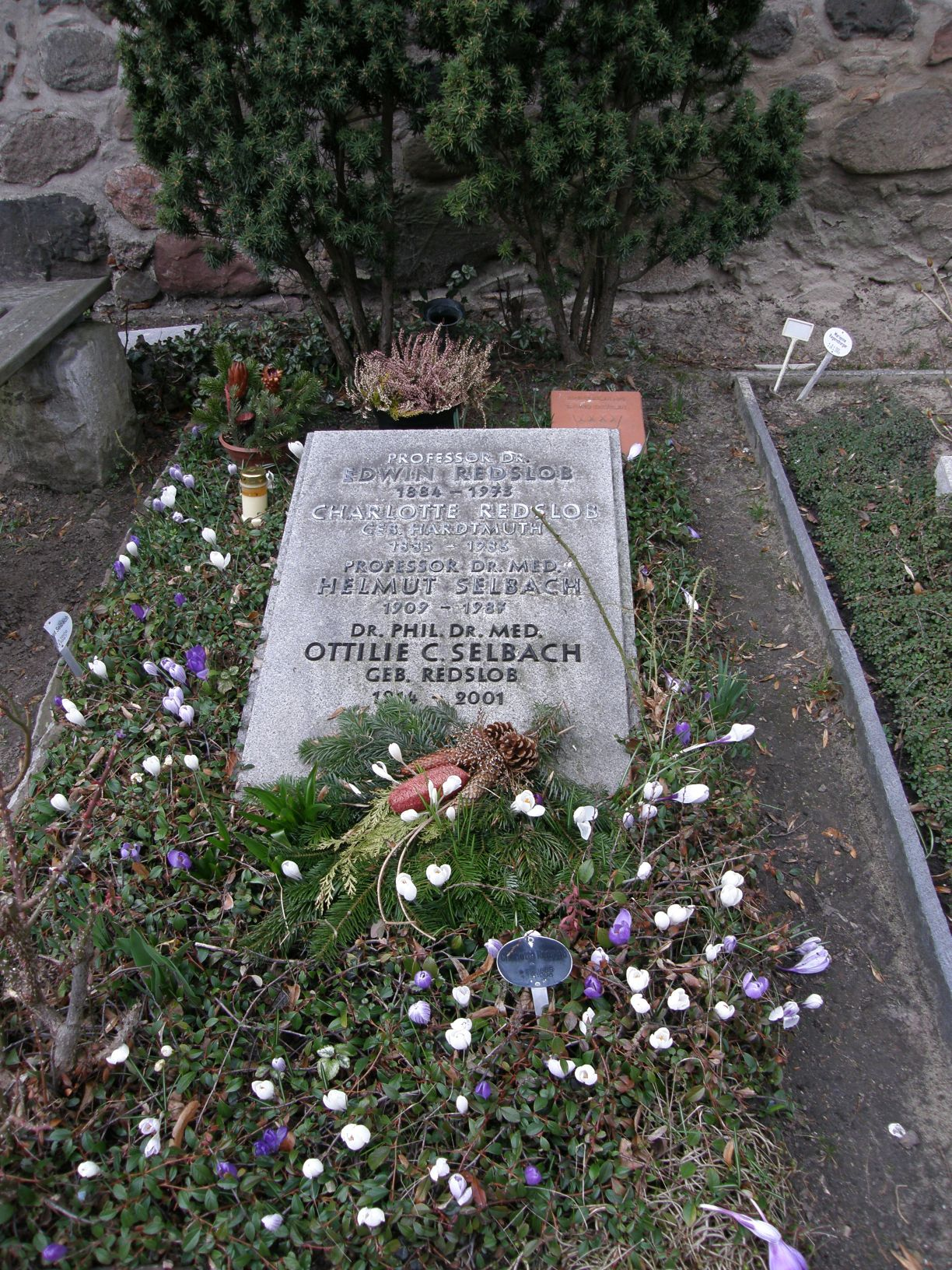
Grab Edwin Redslob

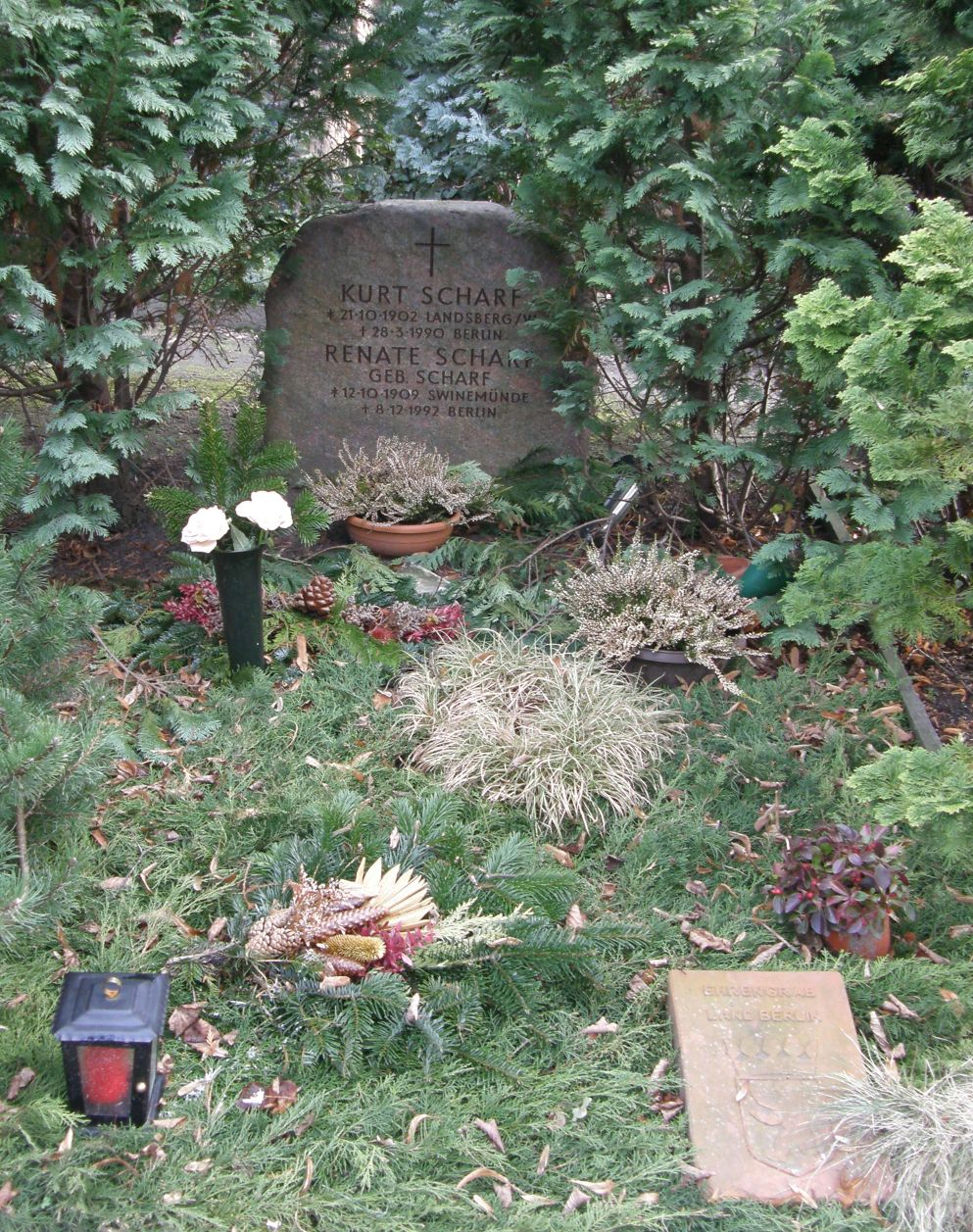
Grab Kurt Scharf

- Ludwig Bartning (1876–1956), Maler, Bekennende Kirche
- Carl Friedrich von Beyme (1765–1838), Jurist und preußischer Minister
- Hans Bidder (1897–1963), Botschafter, Diplomat und Kunstsammler
- Ulrich Biel (1907–1996), deutsch-amerikanischer Politiker und Offizier
- Johannes Burckhardt (1853–1914), Pfarrer
- Carsten Colpe (1929–2009), Religionswissenschaftler, Neutestamentler, Iranist
- Grete Csaki-Copony (1893–1990), Malerin
- Annamarie Doherr (1909–1974), Journalistin
- Rudi Dutschke* (1940–1979), Soziologe und APO-Aktivist
- Jürgen Engert (1936–2021), Journalist
- Gustav Fischer (1870–1963), Landtechniker
- Otto Heinrich von der Gablentz (1898–1972), Politologe, Mitglied des Kreisauer Kreises
- Max Gary (1859–1923), Baustoffspezialist
- Robert Gelfert (1869–1921), Theologe, erster Pfarrer der 1908 selbstständig gewordenen Gemeinde Dahlem
- Heinz Gerischer (1919–1994), Chemiker
- Otto Gerstenberg (1848–1935), Unternehmer und Kunstsammler
- Dietrich Goldschmidt (1914–1998), Soziologe und Bildungsforscher
- Helmut Gollwitzer* (1908–1993), Theologe, Bekennende Kirche
- Hans Bernd von Haeften (1905–1944), Diplomat und Widerstandskämpfer
- Felix Hahndorff (1852–1920), preußischer Generalleutnant
- Georg Henneberg (1908–1996), Mediziner (Präsident des Robert-Koch-Instituts und des Bundesgesundheitsamtes)
- Martin Hirsch (1913–1992), Politiker und Richter des Bundesverfassungsgerichts
- Lizzie Hosaeus (1910–1998), Künstlerin
- Hans Jessen (1874–1930), Architekt u. a. des Gemeindehauses und zahlreicher Landhäuser in Dahlem
- Julius Kaftan (1848–1926), Theologe
- Ludwig Knaus (1829–1910), Maler
- Alfred Koerner (1849–1926), Architekt (Bauten des Botanischen Gartens)
- Horst Köhler* (1943–2025), Bundespräsident
- Helmut Krebs (1913–2007), Kammersänger, Tenor
- Paul Krenzlin (1868–1963), Präsident des Preußischen Oberlandeskulturamtes, Bekennende Kirche
- Rolf Lahr (1908–1985), Diplomat
- Leo Leux (1893–1951), Komponist
- Olga Limburg (1881–1970), Schauspielerin
- Gisela Mattishent (1919–1980), Schauspielerin
- Friedrich-Wilhelm Marquardt (1928–2002), Theologe
- Hans-Joachim Merker (1929–2014), Anatom, Hochschullehrer
- Friedrich Müller (1889–1942), Theologe, Widerstandskämpfer, Bekennende Kirche
- Wolf-Dieter Narr (1937–2019), Politikwissenschaftler, Hochschullehrer
- Karl Heinz Pepper (1910–2003), Kaufmann, Bauherr und Investor
- Werner Plarre (1920–1999), Agrarwissenschaftler, Hochschullehrer
- Gerhard Puchelt (1913–1987), Pianist, Musikpädagoge
- Edwin Redslob* (1884–1973), Kunsthistoriker, Mitbegründer und Rektor der FU Berlin
- Konrad Saenger (1869–1945), Jurist und Statistiker
- Richard Saran (1852–1925), Architekt
- Dietrich Schäfer (1845–1929), Historiker
- Kurt Scharf* (1902–1990), evangelischer Bischof von Berlin
- Elisabeth Schiemann* (1881–1972), Genetikerin
- Willi Schmidt (1910–1994), Regisseur, Hochschullehrer
- Friedrich Schmidt-Ott (1860–1956), Politiker, preußischer Kultusminister
- Walther Schmieding (1928–1980), Journalist, Vizepräsident des P.E.N.-Clubs
- Max Sering (1857–1939), Nationalökonom
- Gertrud Staewen (1894–1987), Sozialarbeiterin und Widerstandskämpferin gegen das NS-Regime
- Franz Suchan (1911–1971), Ökonom und Politiker
- Volker von Törne (1934–1980), Sozialwissenschaftler und Lyriker
- Marion Yorck von Wartenburg (1904–2007), Richterin, Mitglied des Kreisauer Kreises
- Robert Wischer (1930–2007), Architekt
- Rainer Zepperitz (1930–2009), Kontrabassist der Berliner Philharmoniker